# Aowin/Suaman
Aowin/Suaman är ett distrikt i Ghana.   Det ligger i regionen Västra regionen, i den sydvästra delen av landet, 290 km väster om huvudstaden Accra.